# Adelheid van Metz

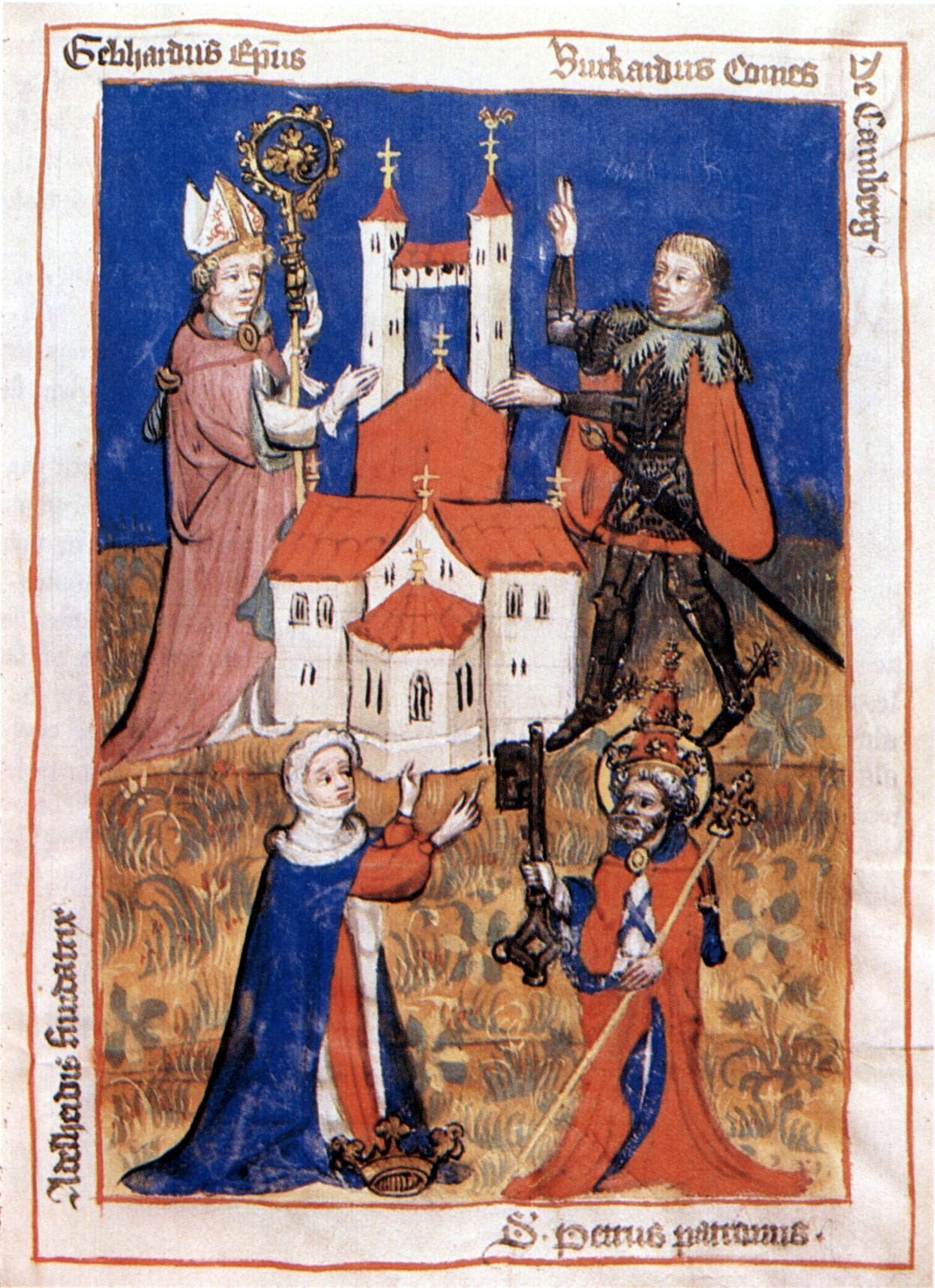
Adelheid (linksonder) bij de oprichting van het Öhringer kloosterherensticht in 1037 (deze afbeelding dateert uit ongeveer 1420)

Adelheid von Metz (ook van Egisheim) (rond 970 – 19 mei 1039 of 1046) is met name bekend als moeder van keizer Koenraad II en als moeder van Gebhard III, bisschop van Regensburg.
Adelheid was een zuster van de graven Adalbert en Gerhard en stamde uit het geslacht van de Matfrieden.
Zij was getrouwd met Hendrik van Spiers, die ook bekendstaat onder de naam "Hendrik van Worms". Na diens overlijden trad zij voor de tweede keer in het huwelijk. In de periode 989-1000 was zij gehuwd met een Frankische graaf, mogelijk Herman van Brettachgouw, maar ook Poppo van de Lobdengau wordt genoemd. In 1037 stichtte Adelheid van Metz het kloosterherensticht van Öhringen, waaruit de nog steeds bestaande stichtskerk van Öhringen voortkwam. In de crypte van deze kerk rust haar gebeente in een stenen sarcofaag uit de 13e eeuw.
Hendrik en Adelheid kregen twee kinderen, een jongere dochter, Judith (waarschijnlijk voor 998, maar zeker vóór 30 april 1034 gestorven), die ook in de kathedraal van Worms werd begraven, en een oudere zoon, Koenraad II (rond 990 - Utrecht, 4 juni 1039) die in 1024 als Koenraad II tot koning van Duitsland en in 1027 tot keizer werd gekroond. In haar tweede huwelijk werd zij de moeder van de latere Regensburgse bisschop Gebhard III.

## Secundaire literatuur
- Kurt Reindel, Gebhard III op NDB
- Heinrich Appelt, Koenraad II op NDB
- Eberhard Knoblauch: Das Grabmal der Gräfin Adelheid, Mutter Kaiser Konrads II., in: Pfälzer Heimat, Pfälzische Gesellschaft zur Förderung der Wissenschaften, Speyer, jaargang 15, 1964, blz. 46−48

## Voetnoten
1. ↑   Hans Martin Decker-Hauff, Der Öhringer Stiftungsbrief, Historischer Verein für Württembergisch Franken in Württembergisch Franken, deel 41, in de nieuwe nummering deel 31, Schwäbisch Hall, 1957, blz. 17-31